# 尾鷲郵便局
尾鷲郵便局（おわせゆうびんきょく）は、三重県尾鷲市にある郵便局。民営化前の分類では集配普通郵便局であった。

## 概要
住所：〒519-3699 三重県尾鷲市中央町1-1

## 沿革
- 1873年（明治6年）6月15日 - 中井浦28番屋敷（現在の尾鷲市中井町13-11）に尾鷲郵便取扱所として開設。
- 1874年（明治7年）1月 - 尾鷲郵便役所となる。
- 1875年（明治8年）1月1日 - 尾鷲郵便局（三等）となる[1]。
- 1881年（明治14年）2月11日 - 為替取扱を開始。
- 1885年（明治18年）12月1日 - 南浦83（現在の尾鷲市中井町1-23）に移転。
- 1892年（明治25年）3月16日 - 尾鷲郵便電信局となる。
- 1893年（明治26年）7月 - 小包郵便取扱を開始。
- 1896年（明治29年）1月31日 - 局舎より出火。
- 1897年（明治30年）2月14日 - 尾鷲町中井浦285（現在の尾鷲市中村町3-1、紀望通り）に移転。
- 1898年（明治31年）12月24日 - 尾鷲町中井浦42（現在の尾鷲市中井町3-9）に移転。
- 1902年（明治35年）1月28日 - 局舎が類焼。
- 1902年（明治35年）2月8日 - 尾鷲町中井浦285に再度移転。
- 1903年（明治36年）4月1日 - 通信官署官制の施行に伴い尾鷲郵便局となる。
- 1903年（明治36年）7月1日または1904年（明治37年）7月1日 - 尾鷲町中井浦200および202（現在の尾鷲市中井町2-21）に新築、移転。
- 1905年（明治38年）7月1日 - 郵便振替貯金取扱を開始。
- 1910年（明治43年）2月 - 尾鷲町中井浦33および35（現在の尾鷲市中井町12-14）に新築、移転。
- 1910年（明治43年）2月21日 - 電話交換業務を開始。
- 1927年（昭和2年）10月1日 - 特定三等局となる。
- 1944年（昭和19年）9月16日 - 普通郵便局となる。
- 1949年（昭和24年）6月1日 - 逓信省が郵政省と電気通信省に分離するのに伴って、尾鷲郵便局と尾鷲電報電話局に分割。
- 1956年（昭和31年）9月21日 - 電話通話および和文電報受付事務の取扱を開始[2]。
- 1963年（昭和38年）9月1日 - 局名の読みを「おわし」から「おわせ」に変更。
- 1963年（昭和38年）11月6日 - 尾鷲市南浦470（現在の尾鷲市中央町1-1）に局舎を新築。同年11月11日より業務開始するとともに、電話通話事務および和文電報受付事務を尾鷲電報電話局に移管。
- 1979年（昭和54年）10月19日 - 簡易保険業務をオンライン化。
- 1982年（昭和57年）3月23日 - 為替預金窓口をオンライン化。
- 1982年（昭和57年）11月22日 - 為替貯金事務のオンライン化により、キャッシュサービスを開始。
- 1986年（昭和61年）4月1日 - 電子郵便（レタックス）を導入。
- 1991年（平成3年）1月28日 - 局舎建て替えの為、尾鷲市瀬木山町のプレハブにて業務開始。
- 1991年（平成3年）4月1日 - ATMの休日稼動開始。
- 1991年（平成3年）10月1日 - 外国通貨の両替および旅行小切手の売買に関する業務取扱を開始。
- 1992年（平成4年）3月26日 - 新局舎が完成、同年3月31日より業務開始。
- 2006年（平成18年）10月1日 - 賀田郵便局、九鬼郵便局、北輪内郵便局からそれぞれ「519-39xx」「519-37xx」「519-38xx」区域の集配業務を移管[3]。
- 2007年（平成19年）10月1日 - 民営化に伴い、併設された郵便事業尾鷲支店に一部業務を移管。
- 2012年（平成24年）10月1日 - 日本郵便株式会社発足に伴い、郵便事業尾鷲支店を尾鷲郵便局に統合。

## 取扱内容
- 郵便、印紙、ゆうパック、内容証明
- 貯金、為替、振替、振込、国際送金、国債、投資信託
- 生命保険、バイク自賠責保険、自動車保険
- ゆうちょ銀行ATM
- 「519-36xx」「519-37xx」「519-38xx」「519-39xx」区域（尾鷲市＝須賀利町を除く全域）の集配業務
- ゆうゆう窓口

## 周辺
- 尾鷲市役所
- 中村山公園（中村山城址）
- 尾鷲市立天文科学館
- 尾鷲市立尾鷲小学校
- 三重県立特別支援学校東紀州くろしお学園おわせ分校

## アクセス
- JR紀勢本線 尾鷲駅から徒歩約8分
- 三重交通バス 栄町停留所または朝日町停留所下車 徒歩約4分
- 駐車場あり：14台